# Нуринська селищна адміністрація
Нури́нська селищна адміністрація (каз. Нұра кенттік әкімдігі, рос. Нуринская поселковая администрация) — адміністративна одиниця у складі Нуринського району Карагандинської області Казахстану. Адміністративний центр — селище Нура.
Населення — 6626 осіб (2021; 5956 у 2009, 6807 у 1999, 8286 у 1989).
Станом на 1989 рік існувала Київська селищна рада (смт Київка), до 2017 року — Київська селищна адміністрація.